# Temporada 1958-59 de los St. Louis Hawks
La temporada 1958-59 fue la décima de los St. Louis Hawks en la NBA. La temporada regular acabó con 49 victorias y 23 derrotas, ocupando el primer puesto de la División Oeste. Se clasificaron para los playoffs, cayendo en las finales de división ante los Minneapolis Lakers.

## Elecciones en elDraft
| Ronda | Puesto | Jugador        | Posición  | Nacionalidad   | Universidad     |
| ----- | ------ | -------------- | --------- | -------------- | --------------- |
| 1     | 6      | Dave Gambee    | Alero     | Estados Unidos | Oregon State    |
| 2     | 14     | Hub Reed       | Ala-Pívot | Estados Unidos | Oklahoma City   |
| 3     | 22     | Wayne Embry    | Ala-Pívot | Estados Unidos | Miami (OH)      |
| 12    | 81     | Joe Buckhalter | Alero     | Estados Unidos | Tennessee State |

## Temporada regular
| División Oeste       | División Oeste | División Oeste | División Oeste | División Oeste | División Oeste | División Oeste | División Oeste | División Oeste |
| Equipo               | G              | P              | %              | PD             | Casa           | Fuera          | Neutral        | Div            |
| -------------------- | -------------- | -------------- | -------------- | -------------- | -------------- | -------------- | -------------- | -------------- |
| x-St. Louis Hawks    | 49             | 23             | .681           | –              | 28–3           | 14–15          | 7–5            | 27–9           |
| x-Minneapolis Lakers | 33             | 39             | .458           | 16             | 15–7           | 9–17           | 9–15           | 18–18          |
| x-Detroit Pistons    | 28             | 44             | .389           | 21             | 13–17          | 8–20           | 7–7            | 17–19          |
| Cincinnati Royals    | 19             | 53             | .264           | 30             | 9–19           | 2–25           | 8–9            | 10–26          |

## Playoffs

### Finales de División
St. Louis Hawks - Minneapolis Lakers
| Fecha       | Partido                                        | Ciudad      |
| ----------- | ---------------------------------------------- | ----------- |
| 21 de marzo | St. Louis Hawks 124, Minneapolis Lakers 90     | St. Louis   |
| 22 de marzo | Minneapolis Lakers 106, St. Louis Hawks 98     | Minneapolis |
| 24 de marzo | St. Louis Hawks 127, Minneapolis Lakers 97     | St. Louis   |
| 26 de marzo | Minneapolis Lakers 108, St. Louis Hawks 98     | Minneapolis |
| 28 de marzo | St. Louis Hawks 97, Minneapolis Lakers 98 (OT) | St. Louis   |
| 29 de marzo | Minneapolis Lakers 106, St. Louis Hawks 104    | Minneapolis |
|             | Minneapolis gana las series 4-2                |             |

## Estadísticas
| Rk | Jugador          | Edad | P  | PT | MP   | TC   | TCI  | %TC   | 3P | 3PI | %3P | TL  | TLI  | %TL  | RO | RD | RT   | AS  | RB | TAP | BP | FP  | PTS  |
| 1  | Bob Pettit       | 26   | 72 |    | 39.9 | 10.0 | 22.8 | .438  |    |     |     | 9.3 | 12.2 | .759 |    |    | 16.4 | 3.1 |    |     |    | 2.8 | 29.2 |
| 2  | Cliff Hagan      | 27   | 72 |    | 37.5 | 9.0  | 19.7 | .456  |    |     |     | 5.8 | 7.4  | .774 |    |    | 10.9 | 3.4 |    |     |    | 3.8 | 23.7 |
| 3  | Clyde Lovellette | 29   | 70 |    | 22.8 | 5.7  | 12.6 | .454  |    |     |     | 2.9 | 3.6  | .820 |    |    | 8.6  | 1.3 |    |     |    | 3.1 | 14.4 |
| 4  | Slater Martin    | 33   | 71 |    | 35.3 | 3.5  | 9.9  | .347  |    |     |     | 2.8 | 3.6  | .776 |    |    | 3.6  | 4.7 |    |     |    | 3.2 | 9.7  |
| 5  | Jack McMahon     | 30   | 72 |    | 31.0 | 3.4  | 9.6  | .358  |    |     |     | 1.3 | 2.2  | .615 |    |    | 2.3  | 4.1 |    |     |    | 3.1 | 8.2  |
| 6  | Chuck Share      | 31   | 72 |    | 23.8 | 2.0  | 5.3  | .386  |    |     |     | 1.9 | 2.6  | .755 |    |    | 9.1  | 1.4 |    |     |    | 3.6 | 6.0  |
| 7  | Al Ferrari       | 25   | 72 |    | 16.5 | 1.9  | 5.3  | .348  |    |     |     | 2.0 | 2.8  | .729 |    |    | 2.0  | 1.7 |    |     |    | 2.2 | 5.7  |
| 8  | Si Green         | 25   | 26 |    | 17.0 | 1.8  | 5.7  | .313  |    |     |     | 2.1 | 3.3  | .621 |    |    | 4.3  | 1.1 |    |     |    | 2.4 | 5.6  |
| 9  | Hub Reed         | 22   | 65 |    | 14.6 | 2.1  | 4.9  | .429  |    |     |     | 0.8 | 1.1  | .746 |    |    | 4.9  | 0.5 |    |     |    | 2.6 | 5.0  |
| 10 | Ed Macauley      | 30   | 14 |    | 14.0 | 1.6  | 5.4  | .293  |    |     |     | 1.5 | 2.5  | .600 |    |    | 2.9  | 0.9 |    |     |    | 1.4 | 4.6  |
| 11 | Win Wilfong      | 25   | 63 |    | 11.8 | 1.6  | 4.5  | .347  |    |     |     | 1.0 | 1.3  | .756 |    |    | 1.9  | 0.8 |    |     |    | 1.6 | 4.1  |
| 12 | Med Park         | 25   | 29 |    | 7.9  | 1.2  | 2.9  | .405  |    |     |     | 0.6 | 0.8  | .750 |    |    | 1.3  | 1.0 |    |     |    | 0.8 | 3.0  |
| 13 | Dave Gambee      | 21   | 2  |    | 3.5  | 0.5  | 0.5  | 1.000 |    |     |     | 0.0 | 0.0  |      |    |    | 1.0  | 0.0 |    |     |    | 1.0 | 1.0  |

## Galardones y récords
| Jugador       | Galardón                               |
| Bob Pettit    | Mejor quinteto de la NBA MVP de la NBA |
| Slater Martin | 2º Mejor quinteto de la NBA            |
| Cliff Hagan   | 2º Mejor quinteto de la NBA            |